# Хищникът
„Хищникът“ (на английски: Predator) е американски фантастичен екшън филм, на режисьора Джон Мактиърнън, излязъл по екраните на 12 юни 1987 година. В главната роля е Арнолд Шварценегер.

## Сюжет
Внимание:  Текстът по-долу разкрива сюжета на произведението (или части от него)!
На границата на държава в Централна Америка хеликоптер с министъра на отбраната на тази страна и неговата свита изчезва. Те попадат в ръцете на бунтовници, затова генерал-майор на армията на САЩ Филипс свиква най-добрия спасителен отряд под командването на майор Алън „Дъч“ Шейфър. Генералът нарежда на Шейфър да премине границата и да спаси заложниците, но предвижда групата да бъде командвана от Джордж Дилън – най-добрият приятел на „Дъч“, бивш военен, а сега служител на ЦРУ. Отрядът е спуснат от хеликоптери в джунглата и започва да търси бунтовници и заложници, но скоро открива ужасна находка - шест брутално убити американски войници. Някой ги е нападнал, одрал кожата им и ги е провесил за краката високо в дърветата. „Дъч“ разбира от медальона на един от убитите, че са били бойци с най-висока професионална подготовка, но въпреки това са били убити. Докато отрядът се движи през джунглата, се оказва, че някой наблюдава Шейфър и неговите бойци, а този загадъчен наблюдател вижда хората в инфрачервения спектър като светещи топлинни петна.
Накрая отрядът намира въстаническа база в джунглата и я атакува. Базата и жителите ѝ са унищожени, но се оказва, че заложниците вече са убити. Освен това Шейфър разбира, че той и неговите хора са били цинично измамени от командването. Те не спасяват никого („изчезването“ на министъра на отбраната е идея на Дилън), но разрушават базата на бунтовниците и съветските военни съветници, които помагат на въстаниците. По време на нападението над базата млада жена Ана, една от бунтовниците, попада в ръцете на „Дъч“ и Дилън заповядва да бъде откарана до мястото на евакуацията.
Отрядът си проправя път през джунглата до място, където ще ги чака армейски хеликоптер, но внезапно тайнственият наблюдател започва да действа, като на свой ред убива бойците. По време на едно от убийствата сержант Мак успява леко да нарани неизвестното, но то успява да избяга. „Дъч“, който не разбира нищо, се губи в предположения за това кой напада екипа му, но всъщност това не е човек, а Хищникът, пришълец с огромен ръст, който се движи през дървета, използва неземни оръжия и технологии, които му позволяват или да прикрие фигурата си като околните гъсталаци или дори го правят невидим. Хищникът лови хора и събира черепите им като ловни трофеи. „Дъч“ и оцелелите бойци се опитват да направят капан на Хищника, но той се освобождава и убива всички, освен Ана (тя е невъоръжена и затова чудовището не се интересува от нея) и „Дъч“, който успява да избяга. Бягайки от Хищника, „Дъч“ попада в река, изпълзявайки от която, се замазва с кал от главата до петите. Топлинното излъчване от тялото на практика изчезва и Хищникът, който гледа директно към Шейфър, престава да го вижда. Осъзнавайки това, „Дъч“ решава да примами чудовището в капан и да го убие.
Приготвяйки оръжие и капан, „Дъч“ намазва тялото с глина и призовава Хищникът да се бие с вик. Няколко пъти Шейфър успява да нарани чудовището, но Хищникът грабва невъоръжения „Дъч“ и решава да го убие със собствените си ръце, без помощта на извънземно оръжие. Полумъртъв от ударите на Хищника, „Дъч“ все още примамва чудовището към капана и поваля огромен ствол върху него, но дори това не убива извънземния. Лошо раненият Хищник, осъзнавайки, че може да попадне в ръцете на хората, активира устройството за самоунищожение и започва да се смее диво за сбогом. Чудовищна експлозия унищожава както Хищникът, така и джунглата около мястото на битката, но Шейфър оцелява и скоро е прибран от армейски хеликоптер.

## Актьорски състав
- Арнолд Шварценегер – Майор Алън „Дъч“ Шейфър
- Елпидия Карило – Ана, бунтар
- Карл Уедърс – Джордж Дилън, бивш колега на „Дъч“ и служител на ЦРУ
- Бил Дюк – Сержант Мак Елиът, войник от поделението на Шейфър
- Джес Вентура – Блейн Купър, войник от поделението на Шейфър
- Ричард Чавес – Хорхе „Пончо“ Рамирес, войник от поделението на Шейфър
- Сони Лендъм – Били Сол, войник от поделението на Шейфър
- Шейн Блек – Рик Хокинс, войник от поделението на Шейфър
- Робърт Голд Армстронг – Хоумър Филипс, генерал-майор от армията на САЩ
- Свен-Оле Торсен - съветски военен инструктор (не е указан в надписите)
- Кевин Питър Хол – Хищникът/Пилот на военен хеликоптер, евакуира ранения Шейфър
- Питър Кълън – гласът на Хищника

## Интересни факти
- Оригиналното заглавие на филма е „Ловец“ (англ. Hunter), но когато по-голямата част от филма вече е заснета, се оказа, че филм с подобно име съществува, затова филмът е преименуван на „Хищникът“ (англ. Predator).
- Първоначално Жан-Клод Ван Дам (височина 177 см, средно телосложение) е избран за ролята на Хищника, но когато се появява на снимачната площадка до Арнолд Шварценегер (височина 188 см, мощно телосложение), Ван Дам изглежда напълно неубедително. В резултат на това ролята на Хищника е изиграна от актьора Кевин Питър Хол (височина 218 см, мощна физика), който също играе пилота на военния хеликоптер на финала на филма. Животът на Хол е много трагичен: през 1990 г. той пострадва в автомобилна катастрофа и получава кръвопреливане, в резултат на което се заразява с ХИВ (СПИН) и почива година по-късно на 35-годишна възраст.
- Заснемането се провежда в джунгла в Мексико от март до юни 1986 г. През април – май процесът на снимките трябва да бъде прекъснат за три седмици: Арнолд Шварценегер отлита за собствената си сватба, прекарва само три дни с първата си съпруга Мария Шрайвър вместо „меден месец“ и се връща обратно в мексиканската джунгла на снимачната площадка.
- По време на снимките режисьорът Джон Мактиърнън и Арнолд Шварценегер загубват почти 11 кг всеки. Но ако Шварценегер отслабва поради изключително трудните условия на своята роля (тичане в джунглата, плуване в студена река и др.), то Мактиърнън практически не яде нищо по време на снимките, от страх да не се зарази с някаква стомашно-чревна болест.
- Оригиналният костюм на Хищникът е същество с два крака с дълга шия и глава на куче, но на снимачната площадка се оказва, че е невъзможно да се снима актьорът в този костюм. Тогава е решено да се направи извънземният костюм по-човешки. Режисьорът Мактиърнън се обръща за помощ към легендарния майстор на специални ефекти Стенли Уинстън, който преди това е работил с Шварценегер в Терминаторът. Уинстън създава извънземното чудовище с челюсти, което става част от емблематичния образ на Хищника.
- Заснемането в новия костюм на Хищника е невероятно трудно за Кевин Питър Хол, тъй като той облечен в костюма не вижда нищо и трябва да запомни предварително кое къде е и да се движи по памет. Така по време на снимките на ръкопашния бой между Хищника и „Дъч“, понякога Хол просто пропуска, след което много болезнено удря Шварценегер по главата.
- За сцената на стрелба в Хищника, по време на която той е ранен за първи път, е направен Minigun XM-214, който изстрелва само халосни патрони. Силовият кабел е скрит в крака на панталона на Бил Дюк, а самият актьор е с маска и броня, за да не бъде ранен от гилзите.

## Филми от поредицата за „Хищникът“
- Хищникът (Predator, 1987)
- Хищникът 2 (Predator 2, 1990)
- Пришълецът срещу Хищникът (Alien vs. Predator, 2004)
- Пришълците срещу Хищника 2 (Aliens vs. Predator: Requiem, 2007)
- Хищници (Predators, 2010)
- Хищникът (The Predator, 2018)
- Хищникът: Плячка (Prey, 2022)
- Хищникът: Опасна зона (Predator: Badlands, 2025)